# Rivière Muskiki
La rivière Muskiki est un affluent de la rivière Nottaway, via le lac Soscumica, dans la municipalité d'Eeyou Istchee Baie-James, dans la région administrative du Nord-du-Québec, dans la province de Québec, au Canada.
La foresterie constitue la principale activité économique du secteur. Les activités récréotouristiques (surtout la chasse et la pêche) arrivent en second, grâce au plan d’eau navigable du lac Soscumica, incluant les affluents.
Le bassin versant du lac Soscumica est accessible grâce à la route de la baie James (sens nord-sud) passant à 22,8 km à l'est. Le côté ouest du lac est desservi par une route d’hiver (sens nord-sud).

## Géographie
Les principaux bassins versants voisins sont :
- côté nord : lac Soscumica, rivière Nottaway ;
- côté est : lac Ouescapis, lac Poncheville, lac Chensagi ;
- côté sud : lac Matagami, rivière Nottaway, rivière Waswanipi ;
- côté ouest : lac Soscumica, rivière Nottaway.

La source de la rivière Muskiki est située à 3,4 km à l'ouest de la route de la Baie-James (sens nord-sud).
À partir de sa source, la rivière Muskiki coule sur 60,4 km selon les segments suivants :
- 5,6 km vers le nord-est, jusqu’à la route de la Baie James (sens nord-sud) ;
- 11,4 km vers le nord en longeant la route de la Baie James du côté est, jusqu’au pont où elle coupe à nouveau cette route ;
- 24,3 km vers le sud-ouest, le nord, puis l'ouest, jusqu’à un ruisseau (venant du nord) ;
- 14,9 km vers le sud-ouest, jusqu’à un ruisseau (venant du nord) ;
- 4,2 km vers le sud-ouest, jusqu’à son embouchure[2].

La rivière Muskiki se déverse au fond d’une grande baie sur la rive nord-est du lac Soscumica. Cette confluence est située à :
- 20,7 km au sud-est de l’embouchure du lac Soscumica ;
- 145,9 km au sud-est de l’embouchure de la rivière Nottaway (confluence avec la Baie de Rupert) ;
- 64,0 km au nord du centre-ville de Matagami ;
- 32,1 km au nord de l’embouchure du lac Matagami.

## Toponymie
Le toponyme « rivière Muskiki » a été officialisé le 5 décembre 1968 à la Commission de toponymie du Québec, soit à la création de cette commission